# Eddie Donovan
Edward J. Donovan, más conocido como Eddie Donovan  (nacido el 2 de junio de 1922 en Elizabeth, Nueva Jersey y fallecido el 20 de enero de 2001 en Bernardsville, Nueva Jersey) fue un entrenador y ejecutivo de  baloncesto estadounidense. Fue Ejecutivo del Año de la NBA en la temporada 1973-1974 con los Buffalo Braves.

## Trayectoria
- Universidad de St. Bonaventure (1953-1961)
- New York Knicks (1961-1965)